# Cedeño (Bolívar)
Pour les articles homonymes, voir Cedeño.
Cedeño est l'une des onze municipalités de l'État de Bolívar au Venezuela. Son chef-lieu est Caicara del Orinoco. En 2011, la population s'élève à 67 000 habitants.

## Géographie

### Subdivisions
La municipalité est divisée en cinq paroisses civiles et une section capitale (en italiques et suivie d'une astérisque) avec, chacune à sa tête, une capitale (entre parenthèses) :
- Altagracia (Las Bonitas) ;
- Ascención Farreras (Santa Rosalía) ;
- Guaniamo (El Milagro) ;
- La Urbana (La Urbana) ;
- Pijiguaos (Morichalito) ;
- Section capitale Cedeño * (Caicara del Orinoco).